# Turneaureïta
La turneaurïta és un mineral de la classe dels arsenats que pertany al grup de l'apatita. Va ser descoberta i anomenada l'any 1985 per Pete J. Dunn, Erich Ulrich Petersen i Donald Ralph Peacor en honor del Dr. Frederick Stewart Turneaure. Es troba classificada dins del grup de l'apatita. És el mineral anàleg de la clorapatita (en comptes de fòsfor presenta arsènic). També és anàleg de la hedifana (Ca5+).

## Característiques
Segons la classificació de Nickel-Strunz pertany a «08.BN - Fosfats, etc. amb anions addicionals, sense H₂O, només amb cations de mida gran, (OH, etc.):RO₄ = 0,33:1» juntament amb els següents minerals: aradita, magganasita, fluorpiromorfita, fluorsigaiïta, fluoralforsita, alforsita, belovita-(Ce), clorapatita, mimetita-M, johnbaumita-M, fluorapatita, hedifana, hidroxilapatita, johnbaumita, mimetita, morelandita, piromorfita, fluorstrofita, svabita, vanadinita, belovita-(La), deloneïta, fluorcafita, kuannersuïta-(Ce), hidroxilapatita-M, fosfohedifana, hidroxilpiromorfita, estronadelfita, fluorfosfohedifana, carlgieseckeïta-(Nd), vanackerita, miyahisaïta, pieczkaïta, hidroxilhedifana, pliniusita, parafiniukita, arctita, krügerita i goryainovita.
La localitat tipus és Långban, Filipstad, Värmland, Suècia.